# Leucobryum rugosum
Leucobryum rugosum là một loài rêu trong họ Dicranaceae. Loài này được Mitt. mô tả khoa học đầu tiên năm 1868.